# Ol Doinyo Orok
Il monte Ol Donyo Orok (in lingua masai), chiamato anche Namanga Hills, si trova nel Kenya meridionale e per una piccola parte nella Tanzania, nella circoscrizione di Namanga. La montagna si presenta con una forma triangolare allungata, simile ad una freccia che punta a nord, dove il lato corto è rivolto verso il confine con la Tanzania (con una parte che effettivamente lo attraversa). La vetta più alta è di 2 548 metri (8 360 ft).

## Riserva forestale del monte Ol Doinyo Orok
La Riserva forestale del monte Ol Doinyo Orok è un'area governativa di 117,84 chilometri quadrati. Gran parte di essa è costituita da una foresta nebulosa elevata (si trova oltre i 1700 metri). Essendo una delle poche rimaste in Kenya, ospita una grande varietà di piante, erbe e diverse specie animali, che non sono presenti nelle pianure semiaride circostanti. Nelle valli montane si trovano bacini idrici naturali creati dalle piogge in alta quota e dal clima molto umido. Queste forniscono acqua e pascoli alle comunità Masai circostanti anche durante la stagione secca.
La fauna selvatica presente sulla montagna è stata sottoposta a forte stress a causa del bracconaggio e della tradizionale caccia Masai, che ha sterminato nel tempo molti grandi mammiferi e predatori; tuttavia, è ancora presente una piccola popolazione di leopardi. Altri grandi animali includono bufali (in rapido calo a causa del bracconaggio), tragelafi meridionali, babbuini verdi, cercopitechi verdi e iraci del Capo. Nella zona è presente anche una grande varietà di uccelli migratori ed endemici. Relativamente al numero, sono state condotte pochissime ricerche a riguardo e non è stato effettuato alcun censimento degli animali di grandi dimensioni. La vegetazione della savana nelle pianure circostanti ospita animali come giraffe, zebre, gazzelle, antilopi alcine, facoceri, struzzi, licaoni e iene, ecc. Molti di questi migrano verso le alte colline durante la notte o vi si stabiliscono durante i periodi di siccità. Occasionalmente, in questa zona migrano anche elefanti provenienti dal Parco Nazionale di Amboseli o dalla Tanzania.
A partire dalla pubblicazione sulla Gazzetta Ufficiale del 1979, le foreste montane sono state generalmente ben conservate così come sono diminuiti il taglio illegale di legna, la combustione di carbone e la raccolta di miele tramite incendi, grazie anche agli sforzi delle autorità locali keniane e del Kenya Wildlife Service, con il supporto dei comitati ambientali locali.

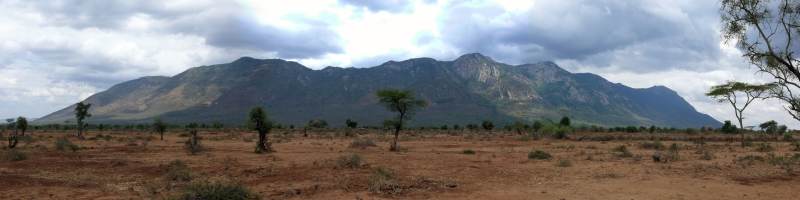
Lato orientale della montagna

## Turismo
La montagna riceve pochi turisti ogni anno, nonostante si trovi vicino alla città di Namanga e al Parco Nazionale di Amboseli. La comunità locale sta cercando di promuovere la zona come meta di trekking.

## Nella cultura di massa
Nel libro Speak to the Earth di Vivienne de Watteville, pubblicato nel 1935, viene descritta una scalata della montagna del 1928 che l'autrice intraprese dopo la morte del padre, naturalista svizzero che procurava animali selvatici per il Museo di Scienze Naturali di Berna.